# Distrito electoral de Logan (Illinois)
Logan (en inglés: Logan Precinct) es un distrito electoral ubicado en el condado de Massac en el estado estadounidense de Illinois. En el Censo de 2010 tenía una población de 351 habitantes y una densidad poblacional de 4,53 personas por km².

## Geografía
Según la Oficina del Censo de los Estados Unidos, tiene una superficie total de 77.46 km², de la cual 75.38 km² corresponden a tierra firme y (2.68%) 2.08 km² es agua.

## Demografía
Según el censo de 2010, había 351 personas residiendo en Logan. La densidad de población era de 4,53 hab./km². De los 351 habitantes, Logan estaba compuesto por el 96.87% blancos, el 1.42% eran afroamericanos, el 0% eran amerindios, el 0.28% eran asiáticos, el 0% eran isleños del Pacífico, el 0% eran de otras razas y el 1.42% pertenecían a dos o más razas. Del total de la población el 0.28% eran hispanos o latinos de cualquier raza.